# ヒントでみんと!
『ヒントでみんと!』は、ボマーンによる日本の4コマ漫画。芳文社の月刊雑誌『まんがタイム』にて、2006年9月7日発売の『まんがタイム』10月号にて連載開始、2009年4月号にて連載終了。時折、姉妹誌『まんがタイムオリジナル』にもゲスト掲載されていた。
著者ボマーンにとって通算3作目、双葉社以外での商業誌初連載となった作品である。単行本第1巻は2008年4月7日に発売されたが、同月には双葉社『まんがタウン』にて併行し連載中の「ほほかベーカリー」単行本第1巻の発売も重なり、同誌において「ほほかベーカリー」の単行本広告に本作単行本も並べて告知された。
困った問題や謎に直面すると唐突に「ヒント」がひらめく不思議な少女・藤代みんとと、その隣室に住む推理作家志望の青年・楠一樹が、学校や近所で巻き起こる様々な問題や事件を解決する、一話完結型の4コマ推理漫画。この作品で描かれる問題や事件とは、多くの推理漫画で扱われる殺人などの犯罪事案ではなく、「遺失物捜索」や「小さな揉め事の真相究明」など比較的身近で小規模な問題が主体となる（いわゆる「日常の謎」）。また、『まんがタイムオリジナル』ゲスト掲載の際には、みんとや一樹らの日常生活を描く内容が主体となる。

## あらすじ
小学2年生の藤代みんとは、隣室に住む推理作家志望の青年「いっちゃん」こと楠一樹が大好き。そんな2人のところには、みんとの母・椿や近所の人々、みんとのクラスメートらから相談ごとや問題が次々と持ち込まれる。あまり頼りなげな2人だが、みんとには謎に行き詰まると「ピコポン!」とヒントが閃く不思議な能力があり、その力を借りて一樹は問題を推理するのだった。

## 登場人物
藤代 みんと（ふじしろ みんと）
小学2年生の女子児童。長い髪を大きな青いリボンを使ってポニーテールにまとめている。明るく楽天的で、思考や行動などはごく普通の子どもだが、悩み事や事件などがあると、突然頭の中に「ヒント」が思い浮かぶ不思議な能力を持つ。この「ヒント」は漠然としたものだが、問題や謎の解決に必ず結びつき、彼女と「いっちゃん」こと一樹の活躍を支えている。ヒントを思いつく瞬間、「ピコポン!」の擬音と共に彼女のリボンが垂直に立ち上がる。登校中以外の時間帯は、概ね一樹と行動を共にすることが多い。
楠 一樹（くすのき かずき）
マンションで藤代母子の隣室に住む、推理作家志望の青年。みんとからは「いっちゃん」と呼ばれ慕われている。美人女性に弱く、特にみんとの母・椿の頼みは断れないが、男性や年配女性の頼みごとは面倒くさがる一面もある。近所の人などの相談を受け、小説の素材探しも兼ねてみんとの能力を借りて問題解決を行う。
藤代 椿（ふじしろ つばき）
みんとの母親である美人女性で、職業は雑誌記者。忙しいときには隣室の一樹に娘を預けたり、知人に困りごとがあったりすると彼に相談しに訪れる。夫は世界的な考古学者で、普段はほとんど家にいない。そのため一樹はみんと親子が「母子家庭」であるとずっと思いこんでいた。
ツヨシ※姓は不明。
みんとのクラスメイトである男子児童。体格が良く頬にあるあばたが特徴で、元気で大ざっぱな性格。
さな※姓は不明。
みんとのクラスメイトである女子児童。短めの髪に眼鏡をかけている。大人しい性格で、近所の気性の荒い野良猫さえ懐かせてしまう。
瞬（しゅん）※姓は不明。
みんとのクラスメイトである男子児童。なかなか素直になれない性格で、口下手で無表情なため、何かと誤解されやすい。実はみんとに好意を持っているが言い出せず、みんとが一樹と仲良くしていると黒いオーラを漂わせる。
桐村 紫音（きりむら しおん）
第14話より登場した女子高生。髪を首の後ろで束ね、長く垂らしている。一樹やみんとらが住むマンションへ引っ越して来て間も無く、困っているところを一樹によって助けられて以来、彼に一目惚れした。実は「女子高生怪盗パープル」としてしばしば窃盗を試みては、ドジっ娘的な失敗をする。パープルとしての彼女は、普段と異なる紫色のセーラー服を着用、目元を隠すゴーグルを装着する。
彼女は2代目「怪盗パープル」であり、初代は紫音の祖父である（彼もセーラー服着用）。初代はいわゆる義賊であったが突如行方不明になってしまった。祖父の手がかりである芸術品を盗み出し、その行方を追うために紫音が2代目を襲名した。その後手がかりとなる芸術品を入手し、みんとや一樹の助けもあって割り出したものは祖父の携帯電話番号であり、連絡を取ることができた。

## 書誌情報
- ボマーン『ヒントでみんと!』 芳文社〈MANGA TIME COMICS〉、全2巻
  1. 2008年4月22日第1刷発行（同年4月7日発売）、ISBN 978-4-8322-6627-8
  2. 2009年4月22日第1刷発行（同年4月7日発売）、ISBN 978-4-8322-6732-9